# Colom capclar
El colom capclar  (Columba pallidiceps) és un colom, per tant un ocell de la família dels colúmbids (Columbidae) que habita els boscos de l'Arxipèlag de Bismarck i les Illes Salomó.